# Elytrimitatrix simplex
Elytrimitatrix simplex är en skalbaggsart som först beskrevs av Bates 1885. Elytrimitatrix simplex ingår i släktet Elytrimitatrix och familjen långhorningar.
Artens utbredningsområde är:
- Costa Rica.
- Guatemala.
- Panama.

Inga underarter finns listade i Catalogue of Life.